# Lekkoatletyka na Letnich Igrzyskach Olimpijskich 1908 – bieg na 110 m przez płotki mężczyzn
Bieg na 110 m przez płotki mężczyzn był jedną z konkurencji lekkoatletycznych na letnich igrzyskach olimpijskich 1908 w Londynie, która odbyła się w dniach 23-25 lipca 1908. Uczestniczyło 25 zawodników z 10 krajów.

## Rekordy
Rekordy świata i olimpijskie przed rozegraniem konkurencji.
| Rekord świata     | 15,0(*) | Thaddeus Shideler | Saint Louis (USA) | 11 czerwca 1904 |
| Rekord olimpijski | 15,4    | Alvin Kraenzlein  | Paryż (FRA)       | 14 lipca 1900   |

(*) nieoficjalny 120 jardów (=109,73 m)

## Wyniki

### Runda 1
Biegi zostały rozegrane 23 lipca. Zwycięzca każdego biegu awansował do półfinału.
| Miejsce | Zawodnik      | Państwo             | Czas   |
| ------- | ------------- | ------------------- | ------ |
| 1       | Alfred Healey | Wielka Brytania     | 15,8 s |
| 2       | Henry Murray  | Australazja         | 16,3 s |
| 3       | Doug Stupart  | Kolonia Przylądkowa | b.d    |

| Miejsce | Zawodnik        | Państwo           | Czas   |
| ------- | --------------- | ----------------- | ------ |
| 1       | John Garrels    | Stany Zjednoczone | 16,2 s |
| 2       | Arthur Halligan | Wielka Brytania   | 17,1 s |

| Miejsce | Zawodnik           | Państwo         | Czas   |
| ------- | ------------------ | --------------- | ------ |
| 1       | Oswald Groenings   | Wielka Brytania | 16,4 s |
| 2       | Jeorjos Skutarides | Grecja          | 17,0 s |

| Miejsce | Zawodnik       | Państwo         | Czas     |
| ------- | -------------- | --------------- | -------- |
| 1       | Laurence Kiely | Wielka Brytania | walkower |

| Miejsce | Zawodnik       | Państwo           | Czas   |
| ------- | -------------- | ----------------- | ------ |
| 1       | William Rand   | Stany Zjednoczone | 15,8 s |
| 2       | Kenneth Powell | Wielka Brytania   | 16,2 s |
| 3       | Frank Savage   | Kanada            | b.d    |

| Miejsce | Zawodnik      | Państwo         | Czas   |
| ------- | ------------- | --------------- | ------ |
| 1       | David Walters | Wielka Brytania | 17,8 s |
| —       | Oscar Lemming | Szwecja         | DNF    |

| Miejsce | Zawodnik        | Państwo         | Czas     |
| ------- | --------------- | --------------- | -------- |
| 1       | William Knyvett | Wielka Brytania | walkower |

| Miejsce | Zawodnik        | Państwo | Czas     |
| ------- | --------------- | ------- | -------- |
| 1       | Fernand Halbart | Belgia  | walkower |

| Miejsce | Zawodnik        | Państwo         | Czas     |
| ------- | --------------- | --------------- | -------- |
| 1       | Timothy Ahearne | Wielka Brytania | walkower |

| Miejsce | Zawodnik         | Państwo           | Czas   |
| ------- | ---------------- | ----------------- | ------ |
| 1       | Forrest Smithson | Stany Zjednoczone | 15,8 s |
| 2       | Nándor Kovács    | Węgry             | 17,2 s |

| Miejsce | Zawodnik         | Państwo         | Czas   |
| ------- | ---------------- | --------------- | ------ |
| 1       | Eric Hussey      | Wielka Brytania | 16,8 s |
| —       | Wilhelm Blijstad | Norwegia        | DNF    |

| Miejsce | Zawodnik         | Państwo         | Czas   |
| ------- | ---------------- | --------------- | ------ |
| 1       | Cecil Kinahan    | Wielka Brytania | 16,8 s |
| 2       | Oscar Guttormsen | Norwegia        | 18,2 s |

| Miejsce | Zawodnik      | Państwo           | Czas   |
| ------- | ------------- | ----------------- | ------ |
| 1       | Leonard Howe  | Stany Zjednoczone | 15,8 s |
| 2       | Edward Leader | Wielka Brytania   | 16,1 s |

| Miejsce | Zawodnik    | Państwo           | Czas     |
| ------- | ----------- | ----------------- | -------- |
| 1       | Arthur Shaw | Stany Zjednoczone | walkower |

### Półfinały
Półfinały zostały rozegrane 24 lipca. Najlepszy zawodnik z każdego biegu awansował do finału.
| Miejsce | Zawodnik         | Państwo           | Czas   |
| ------- | ---------------- | ----------------- | ------ |
| 1       | Arthur Shaw      | Stany Zjednoczone | 15,6 s |
| 2       | Eric Hussey      | Wielka Brytania   | 16,5 s |
| 3       | David Walters    | Wielka Brytania   | 16,9 s |
| 4       | Oswald Groenings | Wielka Brytania   | b.d    |

| Miejsce | Zawodnik         | Państwo           | Czas      |
| ------- | ---------------- | ----------------- | --------- |
| 1       | Forrest Smithson | Stany Zjednoczone | 15,4 s OR |
| 2       | William Knyvett  | Wielka Brytania   | 15,6 s    |
| 3       | Leonard Howe     | Stany Zjednoczone | 15,8 s    |

| Miejsce | Zawodnik        | Państwo           | Czas   |
| ------- | --------------- | ----------------- | ------ |
| 1       | William Rand    | Stany Zjednoczone | 15,8 s |
| 2       | Alfred Healey   | Wielka Brytania   | 15,9 s |
| 3       | Laurence Kiely  | Wielka Brytania   | b.d    |
| 4       | Timothy Ahearne | Wielka Brytania   | b.d    |

| Miejsce | Zawodnik        | Państwo           | Czas   |
| ------- | --------------- | ----------------- | ------ |
| 1       | John Garrels    | Stany Zjednoczone | 15,8 s |
| 2       | Cecil Kinahan   | Wielka Brytania   | 17,5 s |
| —       | Fernand Halbert | Belgia            | DNF    |

### Finał
| Miejsce | Zawodnik         | Państwo           | Czas      |
| ------- | ---------------- | ----------------- | --------- |
| 1       | Forrest Smithson | Stany Zjednoczone | 15,0 s WR |
| 2       | John Garrels     | Stany Zjednoczone | 15,7 s    |
| 3       | Arthur Shaw      | Stany Zjednoczone | 15,8 s    |
| 4       | William Rand     | Stany Zjednoczone | 16,0 s    |